# Michael Eckroth
Michael Eckroth is een Amerikaanse jazzpianist, -componist en -arrangeur, vooral bekend om zijn werk in latin jazz. Hij was van 2010-2012 lid van het New Quartet van jazz-rockgitarist John Scofield. Momenteel is hij de co-schrijver, arrangeur en pianist van de Cubaanse en Amerikaanse mambo-bigband Orquesta Akokán, wiens titelloze debuutalbum van Daptone Records werd genomineerd voor de 61ste Grammy Awards..

## Biografie
Michael Eckroth groeide op in Phoenix (Arizona). Hij komt uit een muzikaal gezin en is de broer van toetseniste Rachel Eckroth. Hij studeerde formeel jazz gedurende zijn hele carrière en behaalde zijn B.A. aan de Universiteit van Arizona en het behalen van zijn M.A. aan de Universiteit van Nevada, Las Vegas. Hij begon zijn Ph.D. aan de New York University in 2006. Gedurende deze tijd ontving hij in 2012 de Díaz-Ayala Library Travel Grant aan de Florida International University onder een titel VI-beurs van het Amerikaanse Department of Education om onderzoek te doen naar Cubaanse muziek. Hij voltooide later zijn Ph.D. en in 2016 schreef hij zijn proefschrift over Cubaanse pianosolo's uit de jaren 1940.
Tijdens zijn studie aan de New York University raakte Eckroth als pianist betrokken bij een aantal muzikale projecten. Terwijl Eckroth een student was in een ensembleklas onder leiding van jazz-rockgitarist John Scofield, nodigde Scofield Eckroth uit voor zijn New Quartet met drummer Bill Stewart en bassist Ben Street van 2010-2012. Eckroth verschijnt op de live concert dvd van het concert van de groep in 2010 in Parijs, Frankrijk in de jazzclub New Morning. Eckroth vormde in 2008 het Latijnse vocale trio La Voz de Tres met de Chileense zangeres Natalia Bernal en gitarist Jason Ennis. De band bracht hun titelloze debuutalbum uit in 2010 en hun tweede album Sueños y Delirios in 2015. Rond deze tijd trad Eckroth ook op met jazz multi-instrumentalist Paul McCandless en de Braziliaanse gitarist Aliéksey Vianna. Het trio bracht in 2009 de dvd Ebano uit met live-concerten uit Brazilië. Bovendien verscheen Eckroth op het album Time Piece van Morrie Louden, met zangeres Gretchen Parlato en gitarist Lionel Loueke.
In 2015 bracht Eckroth het soloalbum Piano and Rhythm uit met Cubaanse muziek. Later in 2016 bracht Eckroth het duoalbum Hello Stars uit met bassist Ron McClure. Eckroth verscheen ook op Ron McClure's trio-album Hope and Knowledge. Eckroth verscheen ook op saxofonist Dan Pratt's kwartet-album Hymn for the Happy Man met bassist Christian McBride en drummer Greg Hutchinson.
Vanaf 2016 vormde Eckroth de Cubaanse en Amerikaanse mambo-bigband Orquesta Akokán als co-schrijver, arrangeur en pianist met zanger José 'Pepito' Gómez en componist Jacob Plasse. De band is een samenwerkingsverband van muzikanten uit Cuba en de Verenigde Staten, die is ontstaan na de normalisatie van de betrekkingen tussen de twee landen in 2014. De band nam hun debuutalbum op in Havana, Cuba in de historische EGREM State-run Areíto Studios, waar opmerkelijke muzikanten als Buena Vista Social Club, Celia Cruz, Benny Moré en Frank Sinatra hebben opgenomen. Het debuutalbum van de band werd in 2018 uitgebracht door Daptone Records en het was de eerste volledig Spaanstalige opname van het platenlabel. Het album werd genomineerd voor de 61ste Grammy Awards in de categorie «Best Tropical Latin Album». Eckroth was ook de arrangeur en pianist voor het album See The Light uit 2018 van Calle Mambo Project. Momenteel maakt hij deel uit van de jazzfaculteit van het Dartmouth College.

## Prijzen en onderscheidingen
- 2019: Genomineerd in de 61e jaarlijkse Grammy Awards in de categorie «Best Tropical Latin Album» voor het titelloze debuutalbum van Orquesta Akokán.

## Discografie

### Als leader/co-leader/arrangeur

#### Orquesta Akokán
- 2018: Orquesta Akokán

#### Michael Eckroth
- 2010: Sombrío
- 2015: Piano and Rhythm

#### Ron McClure& Michael Eckroth
- 2016: Hello Stars

#### La Voz de Tres
- 2010: La Voz de Tres
- 2015: Sueños y Delirios

#### Calle Mambo Project
- 2018: See The Light

#### DEF Trio
- 2014: Bushwick'd

### Als bandlid / sessieartiest
- 2007: Morrie Louden (met Gretchen Parlato and Lionel Loueke): Time Piece
- 2009: Paul McCandless en Aliéksey Vianna: Ebano (DVD)
- 2010: John Scofield New Quartet: New Morning: The Paris Concert (DVD)
- 2011: Ron McClure: Dedication
- 2012: Ron McClure: Crunch Time
- 2016: Dan Pratt Quartet (met Christian McBride en Greg Hutchinson): Hymn for the Happy Man
- 2017: Ron McClure: Hope and Knowledge

- Virtual International Authority File: 2152930812809671607